# الساندرو بکاریا
الساندرو بکاریا (انگلیسی: Alessandro Beccaria؛ زادهٔ ۱۲ ژوئن ۱۹۸۸) بازیکن فوتبال اهل ایتالیا است.